# Geüs-d'Oloron
Geüs-d'Oloron là một commune tỉnh Pyrénées-Atlantiques, thuộc vùng Nouvelle-Aquitaine, tây nam nước Pháp.